# Gastornis
Gastornis (il cui nome significa «uccello di Gaston») è un genere estinto di grande uccello non volatore appartenente alla famiglia dei Gastornithidae, vissuto tra il Paleocene e l'Eocene, circa 56-45 milioni di anni fa (Thanetiano-Ypresiano), in Europa centro-occidentale (Inghilterra, Belgio, Francia e Germania), in Nord America e in Cina. Il genere comprende sei specie, di cui quattro originarie dell'Europa, una americana e una scoperta in Cina. In particolare, la specie americana era in origine considerata appartenente a un genere a sé stante, noto come Diatryma. Tuttavia molti scienziati ritengono oggi che Diatryma non sia altro che una specie di Gastornis, e quindi un suo sinonimo.
Il Gastornis era un uccello di grandi dimensioni e dotato di un becco possente. Per questo motivo è stato tradizionalmente considerato un uccello carnivoro, che avrebbe utilizzato il becco per dilaniare e uccidere piccoli mammiferi. Tuttavia, diverse linee di evidenza, tra cui la mancanza di artigli uncinati nelle zampe e la struttura stessa del becco, hanno portato gli scienziati a ritenere il Gastornis un uccello erbivoro, che usava il grande e robusto becco per rompere materiali vegetali duri e semi.

## Descrizione

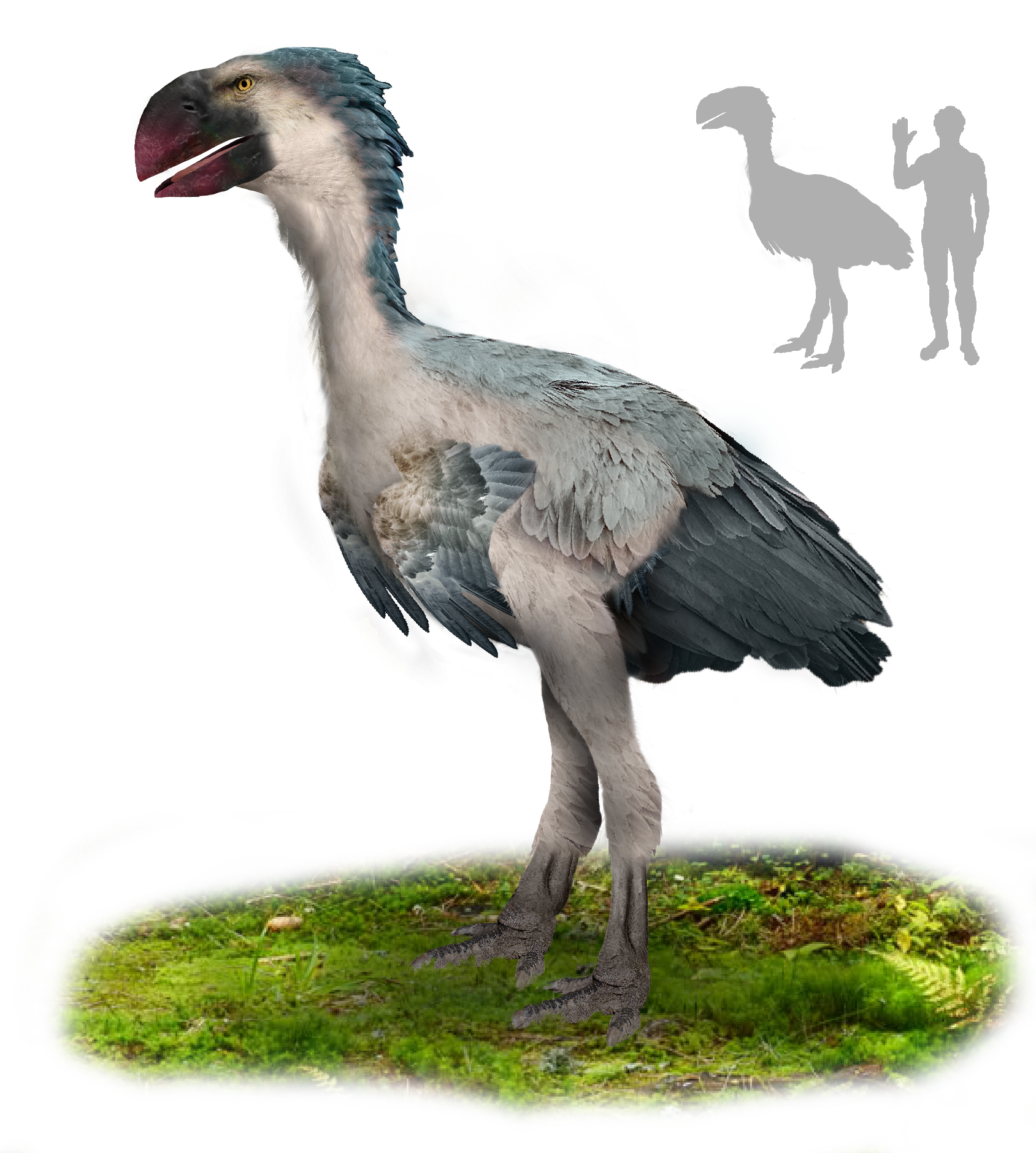
Ricostruzione e dimensioni di Gastornis, a confronto con un uomo

Il Gastornis è noto grazie a un'abbondante quantità di resti fossili, ma il quadro più completo su questi uccelli deriva da alcuni esemplari fossili quasi completi della specie G. gigantea. Questi uccelli erano generalmente di grandi dimensioni, con enormi becchi e crani massicci, superficialmente simili a quelli degli uccelli del terrore sudamericani. La specie più grande conosciuta, G. gigantea, poteva raggiungere dimensioni paragonabili a quelle dei più grandi moa, con un'altezza massima di circa 2 metri.
Il cranio di G. gigantea era enorme rispetto al corpo e molto robusto. Il becco era estremamente alto e compresso lateralmente. Il margine del becco era dritto fino alla punta e mancava dell'uncino terminale tipico dei phorusrhacidi predatori, ulteriore prova di una dieta erbivora. Le narici erano piccole e situate vicino alla parte anteriore degli occhi, circa a metà del cranio. Le vertebre erano brevi e robuste, anche nel collo, che era relativamente corto e formato da almeno 13 massicce vertebre cervicali. Il torso era relativamente breve. Le ali erano rudimentali e inutilizzabili, con ossa piccole e fortemente atrofizzate, simili per proporzioni a quelle del casuario.

## Classificazione
Gastornis e i suoi parenti più stretti sono classificati nella famiglia dei Gastornithidae, tradizionalmente inseriti nell'ordine dei Gruiformes. Tuttavia, il concetto tradizionale di Gruiformes si è rivelato un raggruppamento innaturale. A partire dalla fine degli anni Ottanta, con le prime analisi filogenetiche delle relazioni tra i gastornitidi, si è affermata progressivamente l'ipotesi che questi uccelli fossero strettamente imparentati con il lignaggio degli Anseriformes. Uno studio del 2007 ha mostrato che i gastornitidi rappresentavano una delle prime ramificazioni degli Anseriformi, formando un sister taxon rispetto a tutti gli altri membri di questa stirpe.
Riconoscendo la stretta parentela tra gastornitidi e anseriformi, alcuni ricercatori hanno incluso i gastornitidi all'interno degli Anseriformes. Altri invece limitano il nome «Anseriformes» al gruppo corona, comprendente solo le specie attuali, e utilizzano il termine «Anserimorphae» per designare il gruppo più ampio, che include anche parenti estinti come i gastornitidi. I Gastornithidae sono pertanto talvolta assegnati a un ordine proprio, i Gastornithiformes.
Di seguito è riportata una versione semplificata del cladogramma tratto dagli studi di Agnolin et al. (2007):
|  | Anatoidea (anatre e oche)                                                         |
|  |                                                                                   |
|  | \| \| Anseranatidae (oca gazza) \| \| \| \| \| \| Anhimidae (animidi) \| \| \| \| |
|  |                                                                                   |
|  | Anseranatidae (oca gazza)                                                         |
|  |                                                                                   |
|  | Anhimidae (animidi)                                                               |
|  |                                                                                   |

|  | Anseranatidae (oca gazza) |
|  |                           |
|  | Anhimidae (animidi)       |
|  |                           |

|  | Anatoidea (anatre e oche)                                                         |
|  |                                                                                   |
|  | \| \| Anseranatidae (oca gazza) \| \| \| \| \| \| Anhimidae (animidi) \| \| \| \| |
|  |                                                                                   |
|  | Anseranatidae (oca gazza)                                                         |
|  |                                                                                   |
|  | Anhimidae (animidi)                                                               |
|  |                                                                                   |

|  | Anseranatidae (oca gazza) |
|  |                           |
|  | Anhimidae (animidi)       |
|  |                           |

|  | Anatoidea (anatre e oche)                                                         |
|  |                                                                                   |
|  | \| \| Anseranatidae (oca gazza) \| \| \| \| \| \| Anhimidae (animidi) \| \| \| \| |
|  |                                                                                   |
|  | Anseranatidae (oca gazza)                                                         |
|  |                                                                                   |
|  | Anhimidae (animidi)                                                               |
|  |                                                                                   |

|  | Anseranatidae (oca gazza) |
|  |                           |
|  | Anhimidae (animidi)       |
|  |                           |

|  | Anatoidea (anatre e oche)                                                         |
|  |                                                                                   |
|  | \| \| Anseranatidae (oca gazza) \| \| \| \| \| \| Anhimidae (animidi) \| \| \| \| |
|  |                                                                                   |
|  | Anseranatidae (oca gazza)                                                         |
|  |                                                                                   |
|  | Anhimidae (animidi)                                                               |
|  |                                                                                   |

|  | Anseranatidae (oca gazza) |
|  |                           |
|  | Anhimidae (animidi)       |
|  |                           |

|  | Anatoidea (anatre e oche)                                                         |
|  |                                                                                   |
|  | \| \| Anseranatidae (oca gazza) \| \| \| \| \| \| Anhimidae (animidi) \| \| \| \| |
|  |                                                                                   |
|  | Anseranatidae (oca gazza)                                                         |
|  |                                                                                   |
|  | Anhimidae (animidi)                                                               |
|  |                                                                                   |

|  | Anseranatidae (oca gazza) |
|  |                           |
|  | Anhimidae (animidi)       |
|  |                           |

|  | Anatoidea (anatre e oche)                                                         |
|  |                                                                                   |
|  | \| \| Anseranatidae (oca gazza) \| \| \| \| \| \| Anhimidae (animidi) \| \| \| \| |
|  |                                                                                   |
|  | Anseranatidae (oca gazza)                                                         |
|  |                                                                                   |
|  | Anhimidae (animidi)                                                               |
|  |                                                                                   |

|  | Anseranatidae (oca gazza) |
|  |                           |
|  | Anhimidae (animidi)       |
|  |                           |

|  | Anatoidea (anatre e oche)                                                         |
|  |                                                                                   |
|  | \| \| Anseranatidae (oca gazza) \| \| \| \| \| \| Anhimidae (animidi) \| \| \| \| |
|  |                                                                                   |
|  | Anseranatidae (oca gazza)                                                         |
|  |                                                                                   |
|  | Anhimidae (animidi)                                                               |
|  |                                                                                   |

|  | Anseranatidae (oca gazza) |
|  |                           |
|  | Anhimidae (animidi)       |
|  |                           |

|  | Anatoidea (anatre e oche)                                                         |
|  |                                                                                   |
|  | \| \| Anseranatidae (oca gazza) \| \| \| \| \| \| Anhimidae (animidi) \| \| \| \| |
|  |                                                                                   |
|  | Anseranatidae (oca gazza)                                                         |
|  |                                                                                   |
|  | Anhimidae (animidi)                                                               |
|  |                                                                                   |

|  | Anseranatidae (oca gazza) |
|  |                           |
|  | Anhimidae (animidi)       |
|  |                           |

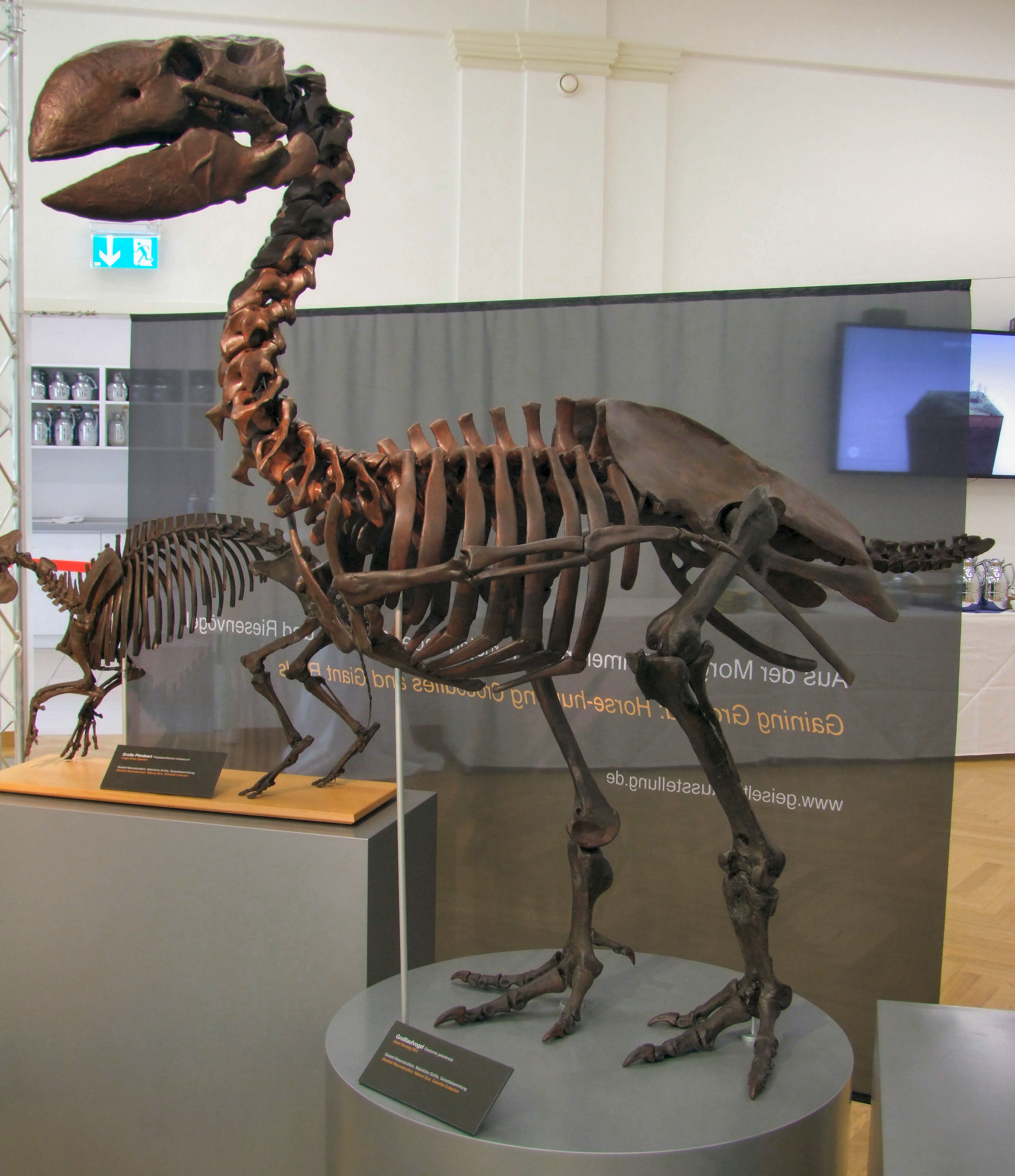
Scheletro completo di G. geiselensis

Sono riconosciute almeno cinque specie valide di Gastornis. La specie tipo, Gastornis parisiensis, fu nominata e descritta da Hébert nel 1855. È nota da fossili ritrovati in Europa occidentale e centrale, risalenti al periodo tra la fine del Paleocene e l'inizio dell'Eocene. Altre specie precedentemente considerate distinte, ma successivamente sinonimizzate con G. parisiensis, includono G. edwardsii e G. klaasseni. Ulteriori specie europee sono G. russeli, del Paleocene superiore di Berru (Francia), e G. sarasini, dell'Eocene. La specie G. geiselensis, dell'Eocene medio di Messel (Germania), fu in passato considerata sinonimo di G. sarasini; tuttavia, alcuni ricercatori ritengono che non vi siano prove sufficienti per sinonimizzare le due specie, che vengono quindi mantenute distinte in attesa di un confronto più dettagliato tra tutti i gastornitidi. La presunta specie più piccola, G. minor, è considerata un nomen dubium.
La specie Gastornis gigantea (Cope, 1876), originariamente attribuita a un genere a sé stante, Diatryma, proviene dall'Eocene medio del Nord America occidentale. I suoi sinonimi junior includono Barornis regens (Marsh, 1894) e Omorhamphus storchii (Sinclair, 1928). Omorhamphus storchii fu descritta sulla base di fossili dell'Eocene del Wyoming; la specie prende il nome da T.C. von Storch, che trovò i resti durante una spedizione di Princeton nel 1927. Le ossa fossili originariamente descritte come Omorhamphus storchii sono oggi considerate resti di un giovane Gastornis gigantea. Il campione YPM PU 13258, dell'Eocene inferiore della Formazione Willwood, contea di Park (Wyoming), sembrerebbe anch'esso un esemplare giovanile di G. gigantea, forse ancora più giovane.
La specie Gastornis xichuanensis proviene dagli inizi dell'Eocene di Henan, in Cina, ed è nota solo da un tibiotarsus (l'osso lungo della gamba). Fu descritta nel 1980 come unica specie del genere Zhongyuanus; tuttavia, una rivalutazione del 2013 ha rilevato che le differenze tra questo esemplare e lo stesso osso delle specie di Gastornis erano minime, per cui si è deciso di considerarla una specie asiatica di Gastornis.

## Storia della scoperta

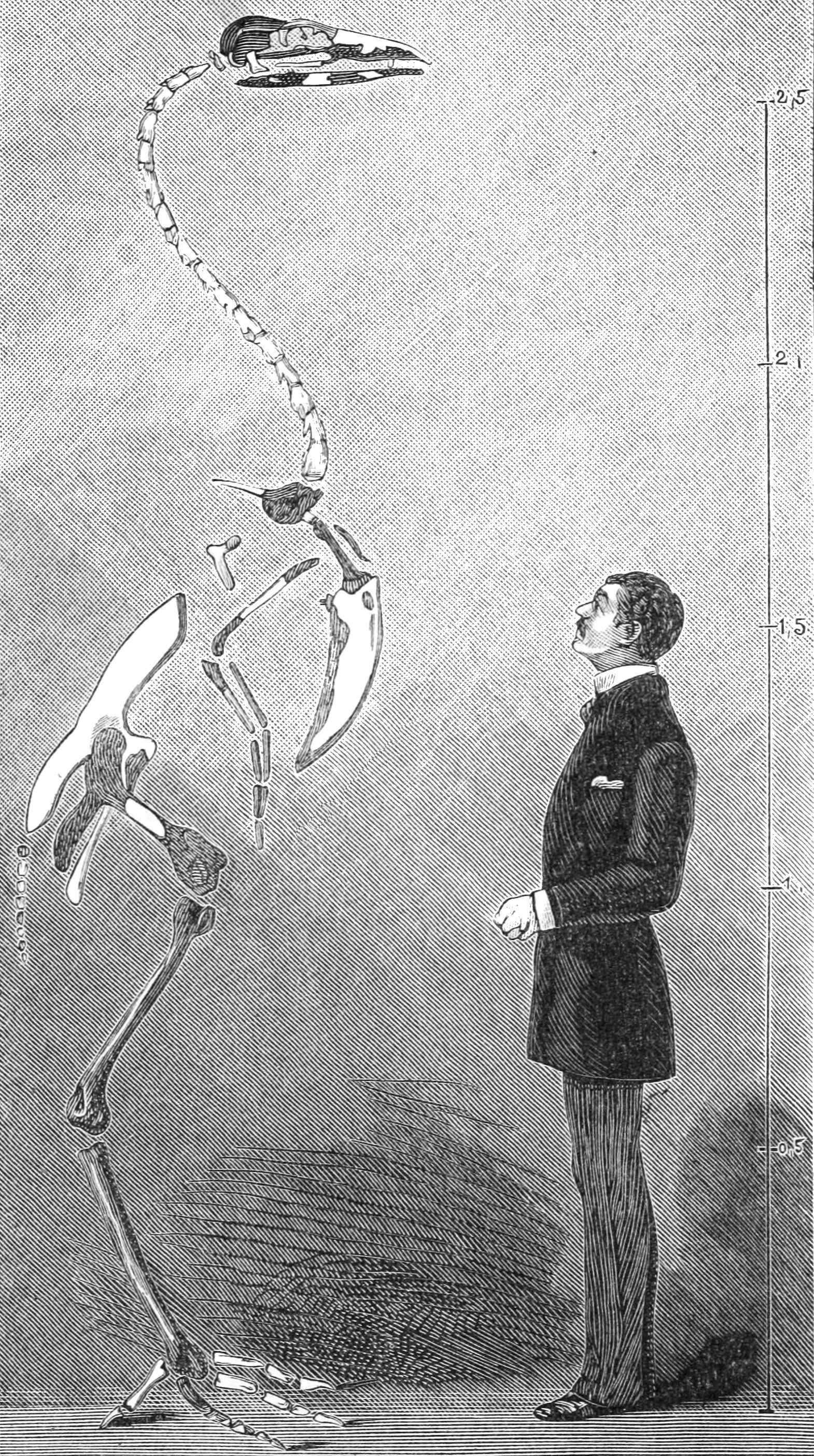
Incorretta ricostruzione scheletrica di Lemoine (1881), di G. eduardsii (ribattezzato G. parisiensis)

Il Gastornis fu descritto per la prima volta nel 1855 sulla base di uno scheletro frammentario. Il nome Gastornis rende omaggio a Gaston Planté, definito «giovane studioso pieno di zelo», che scoprì i primi fossili nei depositi di Argile Plastique, nella Formazione di Meudon, presso Parigi. La scoperta fu notevole, poiché si trattava di ossa di un uccello sconosciuto di grandi dimensioni, e, al momento, Gastornis rappresentava uno dei più antichi uccelli noti. Ulteriori resti della specie oggi nota come G. parisiensis furono ritrovati a metà degli anni 1860. Alcuni esemplari leggermente più completi vennero riferiti a una nuova specie, G. eduardsii (oggi sinonimo di G. parisiensis), circa un decennio più tardi. Gli esemplari trovati nel 1870 fornirono la base per una ricostruzione scheletrica divenuta poi molto diffusa, realizzata da Lemoine. Il cranio originale di Gastornis era sconosciuto, o noto solo per pochi frammenti non diagnosticabili, e diverse ossa utilizzate da Lemoine nell'illustrazione si rivelarono in seguito appartenenti ad altri animali. Per tale motivo, l'uccello gigante europeo fu a lungo ricostruito come un'enorme gru.
Nel 1874 il paleontologo americano Edward Drinker Cope scoprì un'altra serie frammentaria di fossili nella Formazione Wasatch, in Nuovo Messico. Cope interpretò questi fossili come appartenenti a un grande uccello terrestre predatore, cui nel 1876 diede il nome Diatryma gigantea, dal greco antico διάτρημα (diatrema), «attraverso un foro», in riferimento ai grandi forami presenti in alcune ossa del piede. Un singolo osso di gastornitide rinvenuto nel New Jersey fu descritto da Othniel Charles Marsh nel 1894 e classificato come un nuovo genere e specie, Barornis regens, che nel 1911 fu riconosciuto come sinonimo junior di Diatryma (e quindi, successivamente, di Gastornis). Ulteriori resti frammentari furono trovati nel Wyoming nel 1911 e assegnati nel 1913 alla nuova specie Diatryma ajax (anch'essa in seguito sinonimizzata con Gastornis gigantea). Nel 1916 l'American Museum of Natural History guidò una spedizione nel bacino del Bighorn (Formazione Willwood, Wyoming), durante la quale vennero rinvenuti il primo cranio quasi completo e uno scheletro di Diatryma (poi Gastornis), descritti nel 1917, offrendo così agli scienziati il primo quadro completo di questi uccelli. Matthew, Granger e Stein (1917) classificarono questo esemplare quasi completo come una nuova specie, Diatryma steini.

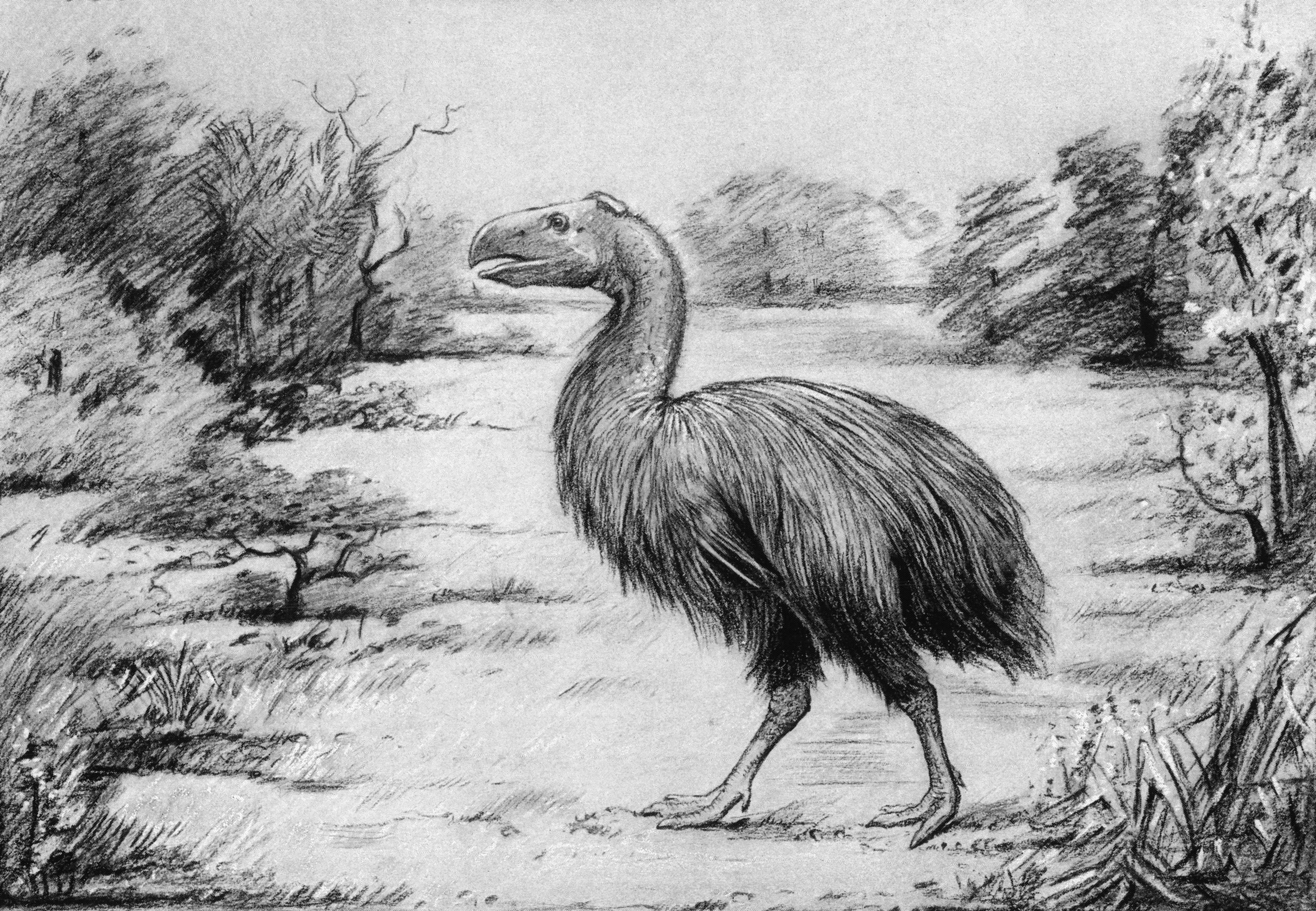
Ricostruzione di G. steini (in seguito G. gigantea) con obsoleto piumaggio da ratite (1917)

Dopo la descrizione di Diatryma, la maggior parte dei nuovi esemplari europei vennero riferiti a questo genere piuttosto che a Gastornis. Tuttavia, già poco dopo la scoperta di Diatryma, divenne chiaro che quest'ultima e Gastornis erano pressoché identici, rendendo il primo un potenziale sinonimo junior del secondo. Questa somiglianza fu riconosciuta già nel 1884 da Elliott Coues, ma venne discussa a lungo dagli studiosi nel corso del XX secolo. Confronti approfonditi fra Gastornis e Diatryma furono ostacolati dalla ricostruzione scheletrica errata di Lemoine, la cui natura composita rimase inalterata fino agli inizi degli anni Ottanta. Successivamente, diversi autori iniziarono a riconoscere un elevato grado di somiglianza tra i grandi uccelli europei e nordamericani, inserendoli nello stesso ordine (Gastornithiformes) e nella stessa famiglia (Gastornithidae). Questo nuovo inquadramento portò molti scienziati ad accettare provvisoriamente la loro sinonimia, in attesa di una revisione globale dell'anatomia di questi uccelli. Di conseguenza, il nome scientifico corretto per il genere è oggi Gastornis.

## Paleobiologia

### Dieta

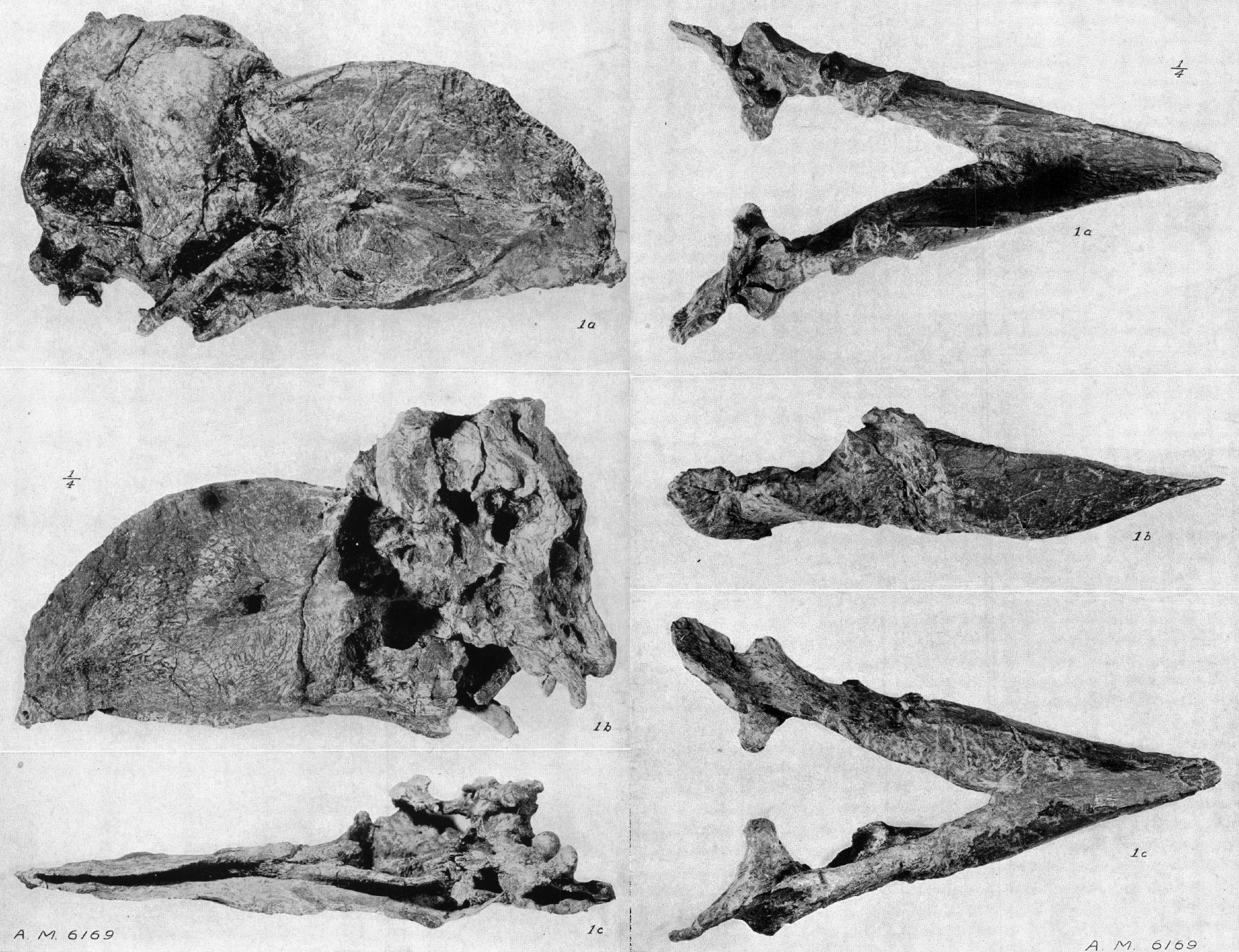
Cranio e mandibola di G. gigantea, esemplare AMNH 6169

Un dibattito di lunga data che riguarda Gastornis concerne l'interpretazione della sua dieta. Per molto tempo questo uccello è stato descritto come un predatore di piccoli mammiferi, tra cui gli antenati dei cavalli come Eohippus. Tuttavia, le proporzioni delle zampe posteriori indicano che Gastornis non fosse né agile né veloce, qualità indispensabili per un predatore attivo. Di conseguenza, si è ipotizzato che potesse adottare tattiche di caccia in agguato o forse in gruppo. 
Il cranio di Gastornis è enorme rispetto a quelli dei ratiti attuali di dimensioni corporee simili. Le analisi biomeccaniche suggeriscono che la muscolatura responsabile della chiusura della mandibola fosse particolarmente sviluppata; la mandibola stessa è molto profonda, con un conseguente aumento del momento meccanico dei muscoli masticatori. Entrambe le caratteristiche indicano che Gastornis era dotato di un morso estremamente potente. Alcuni scienziati hanno quindi sostenuto che il cranio di Gastornis fosse sovradimensionato per una dieta esclusivamente erbivora, appoggiando l'interpretazione tradizionale secondo cui l'uccello fosse carnivoro e utilizzasse il massiccio becco per uccidere le prede, frantumandone le ossa. Altri studiosi, però, sottolineano l'assenza di tipiche caratteristiche predatorie nel becco, come l'uncino terminale presente nei rapaci e nei phorusrhacidi, suggerendo invece che il becco fosse adatto a spezzare cibi duri come noci e semi. Un'ulteriore linea di prova proviene da una pista di impronte attribuita a un gastornitide (probabilmente Gastornis), descritta nel 2012, che mostra l'assenza di artigli ricurvi sulle zampe: un'altra evidenza contraria a uno stile di vita predatorio.
Studi recenti, infine, hanno confermato che Gastornis era con ogni probabilità erbivoro. Analisi sugli isotopi di calcio nelle ossa di alcuni esemplari non hanno rilevato alcuna traccia che indichi il consumo di carne. Le analisi geochimiche hanno inoltre rivelato che le sue abitudini alimentari erano analoghe a quelle di dinosauri erbivori e mammiferi, lasciando i phorusrhacidi come gli unici grandi uccelli terricoli carnivori.

### Uova
I depositi del tardo Paleocene della Spagna e dell'Eocene inferiore della Francia contengono numerosi frammenti di gusci di enormi uova, in particolare in Provenza. Questi frammenti sono stati descritti come appartenenti all'ootaxon Ornitholithus e si presume appartengano a Gastornis. Sebbene non esista un'associazione diretta tra i fossili di Ornitholithus e quelli di Gastornis, non sono noti altri grandi uccelli presenti in quelle regioni e in quell'epoca; infatti, i contemporanei Diogenornis ed Eremopezus vissero rispettivamente in Sud America e in Nord Africa.
Alcuni di questi frammenti sono sufficientemente completi da permettere una ricostruzione che suggerisce dimensioni di circa 24 per 10 centimetri, con uno spessore del guscio di 2,3-2,5 millimetri; queste uova erano circa la metà delle dimensioni di un normale uovo di struzzo, e presentavano una forma più arrotondata rispetto a quelle dei ratiti. Se il genere Remiornis fosse effettivamente un ratite (il che è piuttosto dubbio), Gastornis rimarrebbe l'unico animale conosciuto che avrebbe potuto deporre queste uova. Almeno una specie di Remiornis è nota per essere stata più piccola di Gastornis ed è stata inizialmente descritta come Gastornis minor da Mlíkovský nel 2002. Tuttavia, parte dei frammenti di guscio rinvenuti risalgono all'Eocene, ma fossili di Remiornis di quel periodo non sono ancora stati trovati.

### Impronte

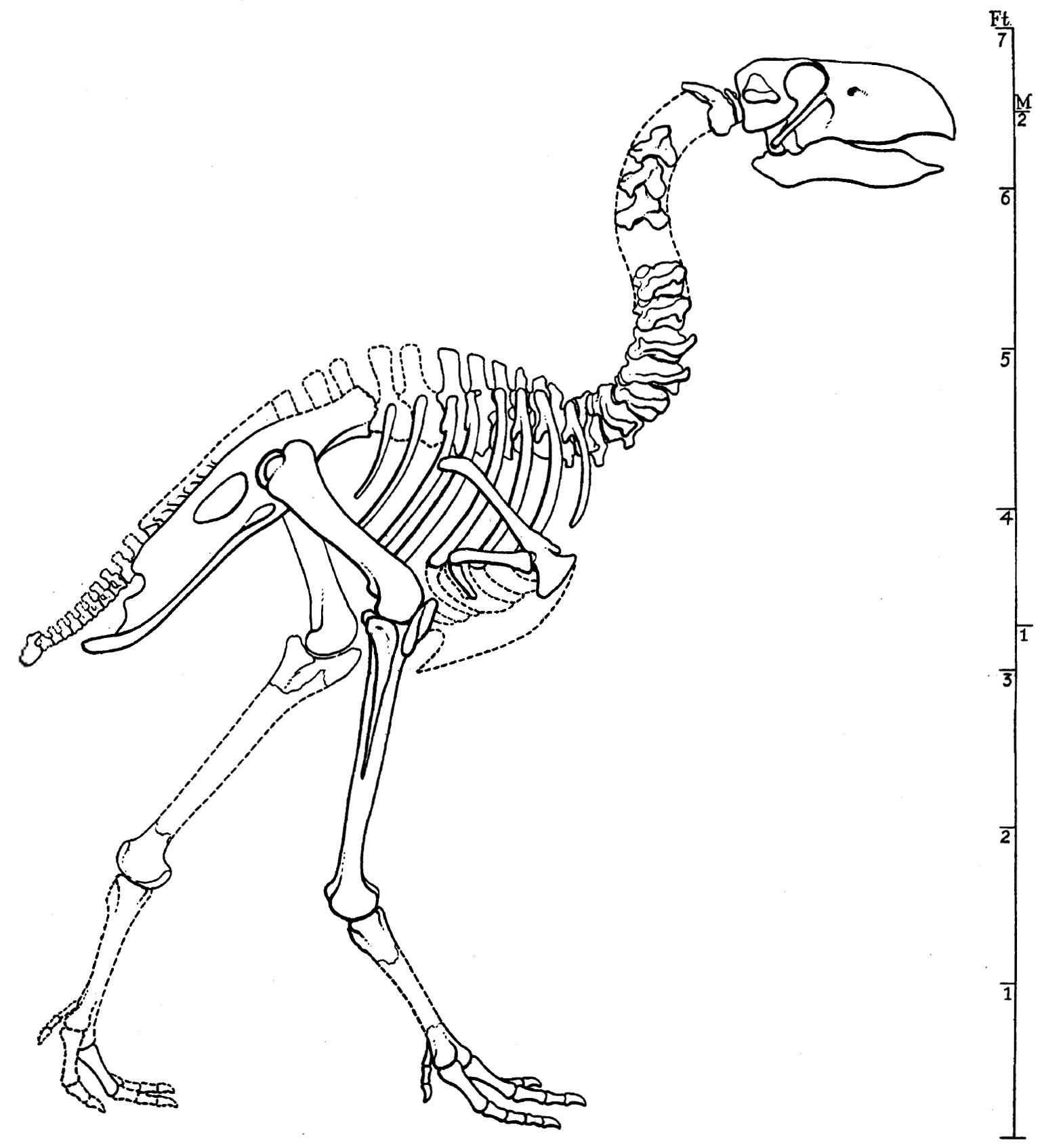
Ricostruzione scheletrica di G. gigantea

Nel corso degli anni sono state scoperte varie serie di impronte fossili che potrebbero appartenere a Gastornis. Una serie di queste fu rinvenuta nei gessi di Montmorency, risalenti all'Eocene superiore, e in altre località del bacino parigino nel XIX secolo, tutte riferite allo stesso periodo. Descritte inizialmente da Jules Desnoyers e successivamente da Alphonse Milne-Edwards, queste impronte divennero celebri tra i geologi francesi della seconda metà dell'Ottocento. Charles Lyell le citò nel suo trattato Elements of Geology come esempio dell'incompletezza della documentazione fossile, poiché tali impronte non erano associate a resti ossei. Purtroppo queste tracce non furono conservate adeguatamente e i dettagli relativi alla struttura della pelle sono andati perduti. Le impronte furono portate al Museo Nazionale di Storia Naturale di Francia, dove Desnoyers iniziò a lavorarci nel 1912. La più grande, costituita anche solo da una singola impressione di dito, misurava ben 40 cm di lunghezza.
Un altro caso riguarda una singola impronta fossile tuttora esistente, sebbene la sua autenticità sia oggetto di dibattito. L'impronta risale all'Eocene superiore e fu trovata nelle rocce del Puget Group, nella Green River Valley vicino a Black Diamond, nello stato di Washington. Dopo la scoperta, la traccia suscitò grande interesse. Variamente ritenuta una bufala o una scoperta genuina, questa impronta rappresenta un unico piede di un uccello, con una larghezza di circa 27 cm e una lunghezza di 32 cm, priva di alluce (dito posteriore); è stata descritta come l'ichnotaxon Ornithoformipes controversus. Quattordici anni dopo la scoperta iniziale, il dibattito sull'autenticità del reperto era ancora aperto. L'esemplare è oggi conservato presso la Western Washington University.
Il problema principale di queste prime tracce fossili è l'assenza di associazione con resti ossei attribuibili a Gastornis, e il fatto che esse risultano più giovani di circa 45 milioni di anni rispetto agli ultimi resti noti dell'animale. L'enigmatico «Diatryma» cotei sembra coincidere per età con le impronte del bacino di Parigi (la cui datazione rimane incerta), mentre in Nord America i fossili di gastornithidi sembrano scomparire ancora prima che in Europa. Tuttavia, nel 2009 una frana nei pressi di Bellingham, nello stato di Washington, ha portato alla luce almeno 18 tracce su 15 blocchi provenienti dalla Formazione Chuckanut, risalente all'Eocene (circa 53,7 milioni di anni fa). L'anatomia e l'età delle impronte suggeriscono che l'animale che le produsse fosse un Gastornis. Sebbene questi uccelli siano stati a lungo considerati predatori o spazzini, l'assenza di artigli uncinati sulle zampe supporta l'ipotesi di una dieta erbivora. Le tracce di Chuckanut sono state assegnate all'ichnotaxon Rivavipes giantess, attribuibile comunque alla famiglia dei Gastornithidae. Almeno dieci di queste impronte sono oggi esposte presso la Western Washington University.

### Piume

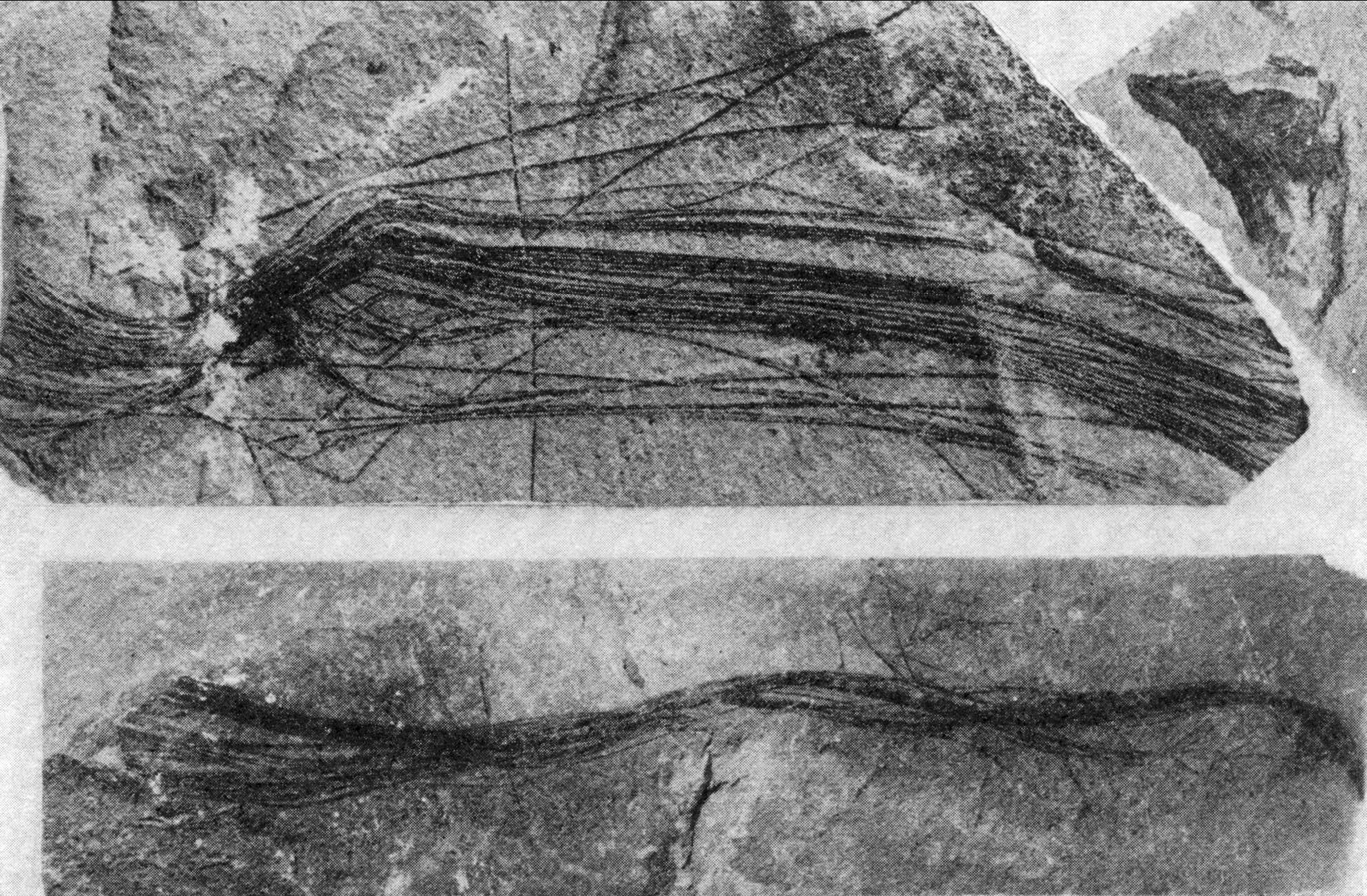
Presunte piume di Gastornis, riconosciute poi come materiale vegetale

Il piumaggio di Gastornis è stato solitamente raffigurato nell'arte come formato da piume filiformi e lanuginose, simili a quelle di alcuni ratiti attuali come il casuario o l'emù. Questa interpretazione si basa in parte su alcuni filamenti fibrosi recuperati dalla Formazione Green River, presso Roan Creek in Colorado, inizialmente interpretati come piume di Gastornis (all'epoca attribuite alla specie Gastornis filifera, originariamente Diatryma). Tuttavia, successivi studi hanno dimostrato che questi presunti resti di piume erano in realtà fibre vegetali.
Esiste però una seconda possibile evidenza di piumaggio: nella Formazione Green River è stata identificata una singola piuma isolata che, a differenza del materiale filamentoso vegetale, ricorda la struttura delle penne del corpo degli uccelli terricoli, risultando molto ampia. Questa penna è stata provvisoriamente attribuita a Gastornis, sulla base delle sue dimensioni: misura infatti 240 millimetri di lunghezza e doveva appartenere a un uccello di grandi dimensioni.

## Paleoecologia

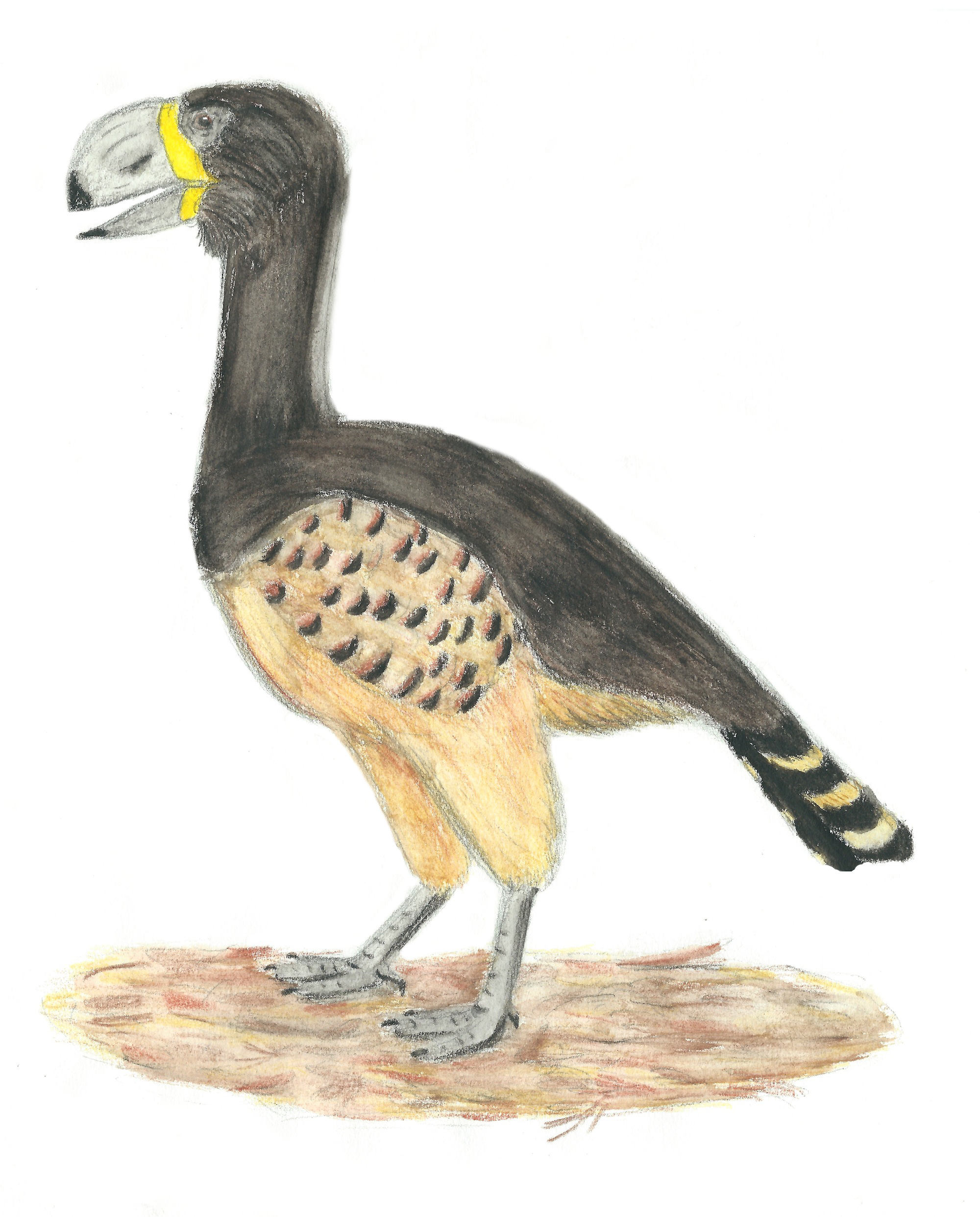
Ricostruzione grafica di G. gigantea, la specie ritrovata in Nord America

I fossili di Gastornis provengono da tutta l'Europa occidentale, dagli Stati Uniti occidentali, dalla Cina centrale e forse anche dall'area del circolo polare artico, sull'Isola di Ellesmere. I primi resti fossili rinvenuti sono tutti europei e risalgono al Paleocene, il che fa ritenere probabile che il genere abbia avuto origine proprio in Europa. In quest'epoca, l'Europa era un'isola-continente e Gastornis rappresentava il più grande tetrapode terrestre del suo habitat. Questo esempio di gigantismo insulare è paragonabile a quello degli uccelli elefante del Madagascar, anch'essi enormi uccelli erbivori che costituivano i più grandi animali dell'isola, in un contesto in cui, come in Europa, la megafauna era dominata da altri gruppi piuttosto che dai mammiferi.
Tutti gli altri resti fossili di Gastornis sono riferibili invece all'Eocene e, oltre che in Europa, sono stati ritrovati solo in Nord America e in Asia. Considerata la presenza di fossili nei primi livelli dell'Eocene della Cina occidentale, è possibile che questi uccelli si siano diffusi verso est dall'Europa e siano giunti in Nord America attraverso il ponte di terra di Bering. Un'altra ipotesi è che Gastornis si sia diffuso sia verso est che verso ovest, arrivando separatamente in Asia orientale e in Nord America tramite lo Stretto di Turgai.
Le specie europee di Gastornis sopravvissero più a lungo rispetto ai loro omologhi americani e asiatici, probabilmente in coincidenza con un periodo di maggiore isolamento del continente europeo.

## Estinzione
Le cause dell'estinzione di Gastornis restano poco chiare. La competizione con i mammiferi è stata spesso citata come uno dei possibili fattori, ma Gastornis viveva già all'interno di una fauna dominata da mammiferi e coesisteva con varie forme di megafauna, come i pantodonti. Analogamente, anche eventi climatici estremi come il fenomeno del PETM sembrano aver avuto un impatto limitato.
Tuttavia, la prolungata sopravvivenza del genere in Europa è ritenuta connessa a un periodo di maggiore isolamento del continente.

## Nella cultura di massa

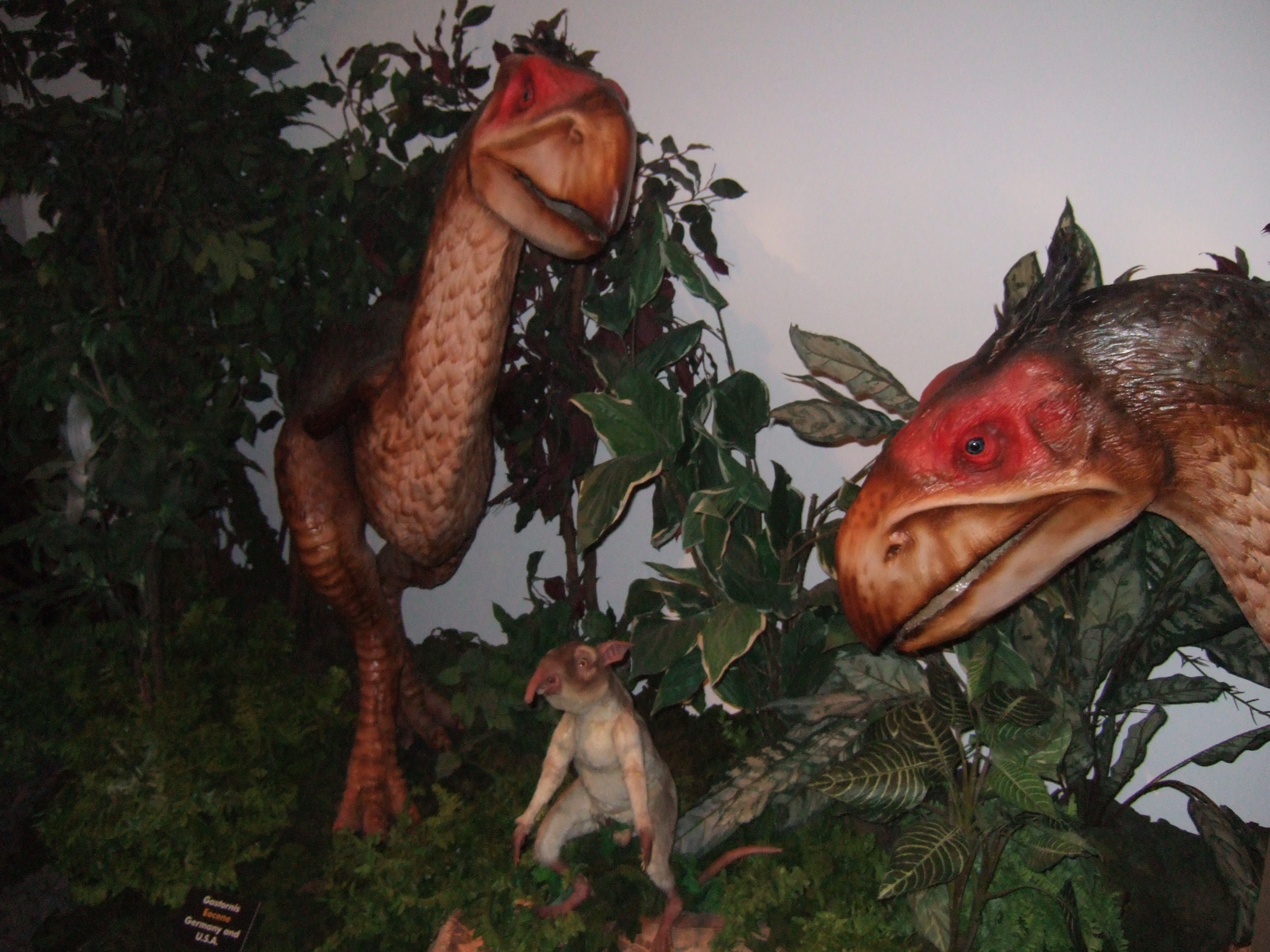
Due ricostruzioni di Gastornis insieme a un Leptictidium, realizzate per il documentario I predatori della preistoria e ora esposte al Museo Horniman di Londra.

Il Gastornis è stato un uccello piuttosto noto nella letteratura divulgativa e nei musei, sebbene sia stato spesso erroneamente associato ai più celebri phorusrhacidi carnivori, ai quali però non era imparentato.
La prima apparizione di Gastornis nel grande pubblico risale al documentario televisivo prodotto dalla BBC I predatori della preistoria, nell'episodio New Dawn. In virtù dell'allora diffusa convinzione che si trattasse di un predatore, Gastornis viene rappresentato come un cacciatore d'agguato, in particolare ai danni di piccoli mammiferi come Leptictidium e Propalaeotherium. La protagonista/antagonista dell'episodio è una femmina di Gastornis che, dopo aver scacciato un maschio dal proprio territorio, si lancia alla caccia dei piccoli cavallini Propalaeotherium, riuscendo a catturarne uno solo al secondo tentativo. Successivamente scoprirà che il suo unico uovo, e il pulcino che conteneva, sono stati divorati da un'orda di Titanomyrma. Il destino finale dell'animale, minacciato da una fuoriusciuta di gas vulcanici, resta ignoto.
Una ricostruzione di Gastornis è presente anche al Parco della Preistoria di Rivolta d'Adda; in passato, questa rappresentazione era identificata come Diatryma, ma, a seguito della sinonimizzazione tassonomica, il nome è stato aggiornato in Gastornis.
L'animale, col nome di Diatryma, compare in numerosi libri di paleontologia e fa alcune brevi apparizioni in film e serie animate. Tra questi:
- appare in Yakari, nell'episodio Lo scheletro nella rupe;
- una femmina con dei pulcini compare ne L'era glaciale 2, L'era glaciale 3, L'era glaciale 4 e L'era glaciale 5;
- in quasi tutte le edizioni della serie videoludica Final Fantasy è presente un grande uccello terricolo, utilizzato come cavalcatura primaria e mascotte del gioco, noto come Chocobo, il cui aspetto e comportamento ricordano molto quelli del Gastornis. Hironobu Sakaguchi, il creatore della saga di Final Fantasy, si è ispirato al Toriuma, a sua volta modellato sul Gastornis.[44][45]